# Ајслип (Њујорк)
Ајслип (енгл. Islip) насељено је место без административног статуса у америчкој савезној држави Њујорк.

## Демографија
По попису из 2010. године број становника је 18.689, што је 1.886 (-9,2%) становника мање него 2000. године.
| Група             | 2000.          | 2010.          |
| Белци             | 16.721 (81,3%) | 14.570 (78,0%) |
| Афроамериканци    | 1.008 (4,9%)   | 875 (4,7%)     |
| Азијати           | 425 (2,1%)     | 465 (2,5%)     |
| Хиспаноамериканци | 2.195 (10,7%)  | 2.580 (13,8%)  |
| Укупно            | 20.575         | 18.689         |